# Землекоп береговий
Землекоп береговий (Geositta peruviana) — вид горобцеподібних птахів родини горнерових (Furnariidae). Ендемік Перу.

## Опис
Довжина птаха становить 12–13 см, вага 16–19 г. Верхня частина тіла переважно охриста, нижня частина тіла білувата.

## Підвиди
Виділяють три підвиди:
- G. p. paytae Ménégaux & Hellmayr, 1906 — північно-західне узбережжя Перу (Анкаш, Ла-Лібертад, Ламбаєке, П'юра);
- G. p. peruviana Lafresnaye, 1847 — західне узбережжя Перу (Ліма);
- G. p. rostrata Stolzmann, 1926 — південно-завхідне узбережжя Перу (Іка).

## Поширення і екологія
Берегові землекопи мешкають на узбережжі Перу. Вони живуть в посушливих, напівпустельних районах, порослих сухими чагарниками. Зустрічаються на висоті до 700 м над рівнем моря.